# تاندربیرد بی (تگزاس)
تاندربیرد بی (به انگلیسی: Thunderbird Bay) یک منطقهٔ مسکونی در ایالات متحده آمریکا است که در تگزاس واقع شده‌است. تاندربیرد بی ۷٫۶ کیلومتر مربع مساحت و ۶۶۳ نفر جمعیت دارد و ۴۴۵٫۰۱ متر بالاتر از سطح دریا واقع شده‌است.